# Fortinet
Fortinet è una compagnia statunitense specializzata nello sviluppo di software, dispositivi e servizi di sicurezza informatica quali firewall, antivirus, sistemi di prevenzione delle intrusioni e di sicurezza degli endpoint.
Nel campo della sicurezza delle reti si tratta della quarta azienda più importante al mondo per profitti.
La sua sede è a Sunnyvale, in California, e fu fondata nel 2000 dai fratelli Ken e Michael Xie.
Nel 2004 l'azienda raccolse circa 93 milioni di dollari di finanziamenti e lanciò sul mercato dieci diverse appliance di sicurezza a proprio marchio.
La società è quotata in borsa dal 2009, con un'offerta pubblica iniziale che raccolse 156 milioni di dollari.
È membro dell'Istituto europeo per le norme di telecomunicazione (ETSI).

## Storia dell'azienda

### Inizi
Fortinet è stata fondata a Sunnyvale, California (Stati Uniti) nel 2000 dai fratelli Ken e Michael Xie. I fondatori avevano precedentemente occupato ruoli esecutivi presso NetScreen e ServGate rispettivamente. L'azienda venne originariamente chiamata Appligation Inc., quindi il nome venne cambiato in Appsecure nel dicembre del 2000 e infine in Fortinet, contrazione di "Fortified Networks" (Reti fortificate). I primi due anni di vita dell'azienda sono stati dedicati alla ricerca e sviluppo,; il primo prodotto venne lanciato sul mercato nel 2002.
Dal 2000 al 2003, Fortinet ha raccolto 13 milioni di dollari di finanziamenti privati. Nell'agosto del 2003, si sono aggiunti altri 30 milioni, seguiti da ulteriori 50 nel marzo 2004, per un totale di 93 milioni di dollari di finanziamenti. Secondo Fortinet, i profitti aziendali si sono decuplicati dal 2002 al 2003. Il primo programma per il canale commerciale è stato definito nell'ottobre del 2003. Westcon Canada ha iniziato a distribuire i prodotti FortiGate in Canada nel dicembre del 2003, seguita da Norwood Adam nel Regno Unito nel febbraio 2004. Il programma dedicato ai rivenditori è stato riorganizzato nel gennaio 2006 e chiamato "SOC in a BOX". Nel 2004, Fortinet aveva stabilito uffici in Asia, Europa e Nord America.
Nell'ottobre del 2005, uno studio di OpenNet rivelò che le appliance Fortinet venivano utilizzate per la censura di Internet nel Myanmar. Fortinet dichiarò che i propri prodotti venivano venduti da rivenditori di terze parti e di rispettare gli embarghi decretati dagli Stati Uniti, tuttavia, vennero alla luce fotografie di un venditore Fortinet con il primo ministro birmano.

### Dispute legali
Un programmatore Linux tedesco di GPLviolations.org ottenne un provvedimento cautelare contro la filiale Fortinet britannica nell'aprile del 2005, in seguito ad accuse che sostenevano che l'azienda utilizzasse sistemi di crittografia per celare l'uso di kernel Linux soggetti a licenza GNU o General Public License. I termini della licenza prevedevano la divulgazione del codice sorgente. Il mese successivo, Fortinet accettò di rendere disponibile su richiesta il codice sorgente di elementi con licenza GNU, modificò i propri termini di licenza e apportò altri cambiamenti, ponendo termine alla disputa.
Nel maggio 2004, Trend Micro ha presentato una denuncia contro Fortinet, sostenendo che la sua tecnologia antivirus violasse i brevetti di Trend Micro sui metodi di scansione del traffico e-mail e Internet. Nell'agosto dello stesso anno, la Commissione per il commercio internazionale ha condannato Fortinet, vietando la vendita dei prodotti interessati. Fortinet dichiarò che i brevetti di Trend Micro erano troppo vasti, ma rispettò la sentenza. Fortinet e Trend Micro raggiunsero un accordo con clausole confidenziali nel gennaio del 2006 e Fortinet modificò i propri prodotti antivirus per evitare di violare i brevetti di Trend Micro.
Qualche anno dopo, un avvocato della Commissione per il commercio internazionale depositò un parere per un altro caso in cui affermava che i brevetti in questione di Trend Micro non erano validi. Fortinet avviò una nuova azione legale e, nel dicembre 2010, l'Ufficio brevetti e marchi statunitense dichiarò i brevetti non validi.
Nel dicembre 2013, Fortinet ha citato in giudizio Sophos con l'accusa di incoraggiare i dipendenti di Fortinet a lasciare l'azienda e di violare i brevetti Fortinet. La controversia legale si è conclusa dopo due anni con una mediazione dalle clausole riservate.

### Ulteriori sviluppi
Nel 2008, i ricercatori di Fortinet scoprirono che un widget Facebook di Zango aveva indotto più di tre milioni di utenti a scaricare spyware pericoloso con il pretesto di svelare agli utenti l'identità di ammiratori segreti. Zango negò le accuse, affermando che il software si poteva installare solo con il consenso degli interessati.
Alla fine del 2008, Fortinet ha acquisito la proprietà intellettuale degli strumenti di protezione e auditing di database di IPLocks, offrendo lavoro ai 28 dipendenti dell'azienda. Nell'agosto del 2009, ha inoltre acquisito la proprietà intellettuale e altri asset di Woven Systems, azienda specializzata in prodotti di switching Ethernet. Secondo IDC, in quel momento, Fortinet era il primo fornitore mondiale di soluzioni di gestione unificata delle minacce, con una quota di mercato del 15,4%. L'azienda ha continuato a crescere in modo costante, recuperando la redditività dopo un periodo in perdita tra il 2004 e il 2007. Fortinet iniziò anche a scalare le classifiche dell'ARC (Annual Report Card) di CRN Magazine, raggiungendo la prima posizione nel 2009.
Nel novembre 2009, Fortinet ha promosso un'offerta pubblica iniziale. Si prevedeva di raccogliere 52,4 milioni di dollari dalla vendita di 5,8 milioni di azioni. Anche molti azionisti decisero di mettere in vendita le loro azioni simultaneamente. Alla vigilia del primo giorno di negoziazione, Fortinet aumentò il prezzo per azione da 9 a 12,50 dollari e, al termine del primo giorno di negoziazione, il prezzo sul mercato raggiunse i 16,62 dollari, il che permise all'azienda di raccogliere finanziamenti per un totale di 156 milioni di dollari.

### Storia recente
Nel 2010, i profitti annui di Fortinet arrivarono a 324 milioni di dollari. Nel novembre dello stesso anno, Bloomberg lasciò trapelare che IBM stava considerando l'acquisizione dell'azienda, che Fortinet rifiutò. Nel dicembre 2012, Fortinet acquisì XDN (precedentemente conosciuta come 3Crowd), azienda fornitrice di un servizio di app hosting chiamato CrowdDirector. e nel 2013 acquisì Coyote Point, azienda distributrice di applicazioni, per una cifra mai resa pubblica.
Fortinet ha modificato il proprio programma per rivenditori nel luglio del 2013, allo scopo di offrire finanziamenti e altre opzioni ai piccoli fornitori di servizi di sicurezza gestiti. Recentemente, alcuni rivenditori lamentano che Fortinet si sia messa in competizione con i suoi stessi rivenditori, mentre Fortinet afferma di non fare vendite dirette.
Nel 2014, Fortinet ha fondato la Cyber Threat Alliance con Palo Alto Networks, allo scopo di promuovere la condivisione di dati sulle minacce di sicurezza tra fornitori. Lo stesso anno, si unirono al gruppo anche McAfee e Symantec. Nel maggio del 2015, Fortinet acquisì l'azienda produttrice di hardware Wi-Fi con sede nella Silicon Valley Meru Networks per 44 milioni di dollari. Alla fine del 2015, i ricercatori specializzati in sicurezza di Fortinet denunciarono una falla nei sistemi Fitbit che garantiva l'accesso agli hacker attraverso la sincronizzazione dei dispositivi Bluetooth.

## Prodotti
Fortinet sviluppa e commercializza hardware e software per la connettività di rete e la sicurezza IT. L'azienda è rinomata per la sua linea di appliance di sicurezza FortiGate, che unisce numerose funzioni di sicurezza informatica. Secondo un rapporto del 2015 stilato dalla società di analisi IT Dell'Oro Group, nel 2014, la quota di mercato di Fortinet relativa alle apparecchiature di sicurezza IT per profitti era pari all'8%, rispetto al 2,9% del 2012. Questo fa di Fortinet il quarto fornitore mondiale del settore. Secondo Fortinet, il proprio parco clienti è costituito per il 35% da piccole imprese, per il 28% da aziende di medie dimensioni e per il 37% da grandi gruppi.

### FortiGate
La linea FortiGate di appliance fisiche e virtuali per la gestione unificata delle minacce di Fortinet include una serie di funzionalità di sicurezza come firewall, sistemi di prevenzione delle intrusioni, filtri web e protezione da malware e spam. La linea include prodotti destinati sia a piccole aziende e filiali, che a grandi società, data center e Internet service provider. Fortinet vende anche firewall di nuova generazione (NGFW, Next Generation Firewalls), definiti da Gartner come un prodotto in grado di integrare firewall, VPN, prevenzione delle intrusioni e altre funzionalità di sicurezza in un'unica soluzione.
Il primo prodotto di Fortinet è stato FortiGate 3000, rilasciato nell'ottobre del 2002, con una velocità di 3 gigabyte al secondo (GB/s). La linea 5000 venne lanciata sul mercato due anni dopo. Secondo The International Directory of Company Histories, i primi prodotti Fortinet destinati alle piccole aziende e alle filiali sono stati accolti positivamente dal settore.
All'inizio del 2013, Fortinet ha aggiunto la funzionalità firewall alla linea di prodotti FortiGate, progettata per reti interne e basata principalmente su processori ASIC dedicati. L'appliance virtuale FortiGate è stata poi integrata in Amazon Web Services nel 2014. Nell'aprile del 2016, Fortinet ha introdotto Fortinet Security Fabric, per consentire ai dispositivi di terze parti di condividere informazioni con il software e le appliance Fortinet tramite API. Ha inoltre introdotto il firewall FortiGate 6040E da 320 Gbit/sec, con il nuovo processore CP9 ASIC, che svolge una parte delle attività di elaborazione della CPU principale, e che verrà utilizzato in tutte le release future di FortiGate.

### Altri prodotti
Fortinet fornisce molti altri prodotti software e hardware, tra i quali più di una decina di prodotti per switching, desktop, servizi VOIP, DNS, autenticazione degli utenti e altre applicazioni.
Il software FortiAnalyzer offre funzionalità di reporting per i prodotti Fortinet, tra cui registrazione eventi, segnalazione e analisi di sicurezza. FortiClient è un prodotto per la sicurezza endpoint destinato a desktop, smartphone e altri dispositivi. Il software VPN FortiClient è stato rilasciato per la prima volta nell'aprile del 2004.
Il software antispam FortiGuard e i prodotti di sicurezza per la messaggistica FortiMail sono stati lanciati nel febbraio del 2005. FortiManager, il software Fortinet per la sicurezza dei datacenter, è stato introdotto nell'aprile del 2003. Fortinet ha lanciato sul mercato il proprio prodotto per la sicurezza dei database nel 2008. Le piattaforme di commutazione FortiSwitch di Fortinet sono state introdotte nel 2009, mentre i controller di distribuzione delle applicazioni nell'agosto del 2013. Nell'ottobre del 2010, Fortinet ha rilasciato le versioni software virtuali delle proprie appliance FortiGate, FortiManager, FortiAnalyzer e FortiMail. Nell'agosto 2015 ha aggiornato il sistema di gestione FortiCloud. I prodotti SDN (Software-Defined Networking) sono stati infine introdotti nel settembre 2015.
Fortinet produce e commercializza versioni wireless dei propri prodotti FortiGate chiamate FortiWifi, lanciate per la prima volta sul mercato nel marzo del 2004. Fortinet ha introdotto una nuova linea di access point wireless basati sul cloud nell'agosto del 2015. La linea di prodotti FortiDDoS è stata invece introdotta nel marzo del 2014.

### Sistema operativo
FortiOS è il sistema operativo che equipaggia le apparecchiature Fortinet, basato su una versione modificata del kernel Linux (derivata dalla versione 2.4.37 in FortiOS v.5.4.1) ed ext2 come file system. L'interfaccia di amministrazione web impiega i framework jinja2 e django, con backend python. Nel dicembre del 2003, Fortinet ha iniziato a distribuire FortiOS 2.8, integrando 50 nuove funzioni nel sistema operativo.

## Attività
Fortinet gestisce inoltre il team di ricerca interna dei FortiGuard Labs, fondato nel 2005, e quattro centri di ricerca e sviluppo in Asia, oltre ad altri negli Stati Uniti, in Canada e in Francia. Fortinet ospita un programma di formazione e certificazione con otto livelli di certificazione NSE e gestisce la Network Security Academy, fondata all'inizio del 2016. L'azienda si impegna inoltre a fornire risorse alle università che tengono corsi sulla sicurezza IT.